# Guillermo Díaz Zambrano
Guillermo Eduardo Díaz Zambrano (ur. 29 grudnia 1930 w Valparaíso, zm. 25 września 1997 w Santiago) – piłkarz chilijski grający podczas kariery na pozycji napastnika.

## Kariera klubowa
Kariery piłkarską Guillermo Díaz rozpoczął w Santiago Wanderers w 1949. W 1952 zdecydował się wyjechać do Hiszpanii, gdzie został zawodnikiem Realu Saragossa. W lidze hiszpańskiej zadebiutował 1 lutego 1953 w zremisowanym 0-0 meczu z Deportivo La Coruña. W klubie z Saragossy wystąpił pięciu meczach ligowych, po czym latem w 1953 powrócił do Chile, gdzie został zawodnikiem stołecznego Palestino. W Palestino grał do końca kariery w 1958 i zdobył z nim mistrzostwo Chile w 1955.

## Kariera reprezentacyjna
W reprezentacji Chile Díaz Zambrano zadebiutował 26 lutego 1950 w przegranym 0-2 towarzyskim spotkaniu z Boliwią. 
W tym samym roku został powołany przez selekcjonera Arturo Bucciardiego do kadry na mistrzostwa świata w Brazylii. Na Mundialu Díaz wystąpił w meczach z Anglią i Hiszpanią. W 1955 uczestniczył w Copa América, na którym Chile zajęło drugie miejsce. W turnieju rozgrywanym w Chile Díaz Zambrano wystąpił we wszystkich pięciu meczach: z Ekwadorem (2 bramki), Peru, Urugwajem, Paragwajem i Argentyną. W 1956 uczestniczył w drugiej edycji mistrzostw panamerykańskich, na którym Chile zajęło drugie miejsce. Na tym turnieju wystąpił w dwóch meczach: z Peru (bramka) i Meksykiem. Ostatni raz w reprezentacji wystąpił 13 października 1957 w przegranym 0-2 meczu eliminacji mistrzostw świata z Argentyną. Od 1950 do 1957 roku rozegrał w kadrze narodowej 18 spotkań, w których zdobył 7 bramek.